# يان غوندا
يان غوندا (بالهولندية: Jan Gonda)‏ هو فقيه لغة وأستاذ جامعي هولندي، ولد في 14 أبريل 1905 في خاودا في هولندا، وتوفي في 28 يوليو 1991 في أوترخت في هولندا.